# Klasszicista zeneszerzők listája

## Időskála
Az alábbi időskálán a klasszicista zene legnagyobb zeneszerzői találhatóak:

## Betűrendes lista
| Ábécé szerinti tartalomjegyzék                      |
| --------------------------------------------------- |
| A B C D E F G H I J K L M N O P Q R S T U V W X Y Z |

## A
- Karl Friedrich Abel (1723–1787)
- Domenico Alberti (1710–1740)

## B
- Carl Philipp Emanuel Bach (1714–1788)
- Gottlieb Friedrich Bach (1717–1785)
- Johann Christian Bach (1735–1782)
- Johann Christoph Friedrich Bach (1732–1795)
- Johann Ernst Bach II (1722–1777)
- Johann Georg Bach I (1751–1797)
- Johann Michael Bach III (1745–?)
- Johann Philipp Bach (1752–1846)
- Wilhelm Friedemann Bach (1710–1784)
- Wilhelm Friedrich Ernst Bach (1759–1845)
- Ludwig van Beethoven (1770–1827)
- Franz Benda (1709–1786)
- Georg Anton Benda (1722–1795)
- Maksym Berezovsky (1745 k.–1777)
- William Billings (1746–1800)
- Luigi Boccherini (1743–1805)
- Giuseppe Bonno (1711–1788)
- Dmitrij Sztyepanovics Bortnyanszkij (1751–1825)
- William Boyce (1710–1779)

## C
- Carlo Antonio Campioni (1720–1788)
- Ferdinando Carulli (c.1770–1841)
- Luigi Cherubini (1760–1842)
- Domenico Cimarosa (1749–1801)
- Armand-Louis Couperin (1727–1789)

## D
- Franz Danzi (1763–1826)
- Louis-Claude Daquin (1694–1772)
- Carl Ditters von Dittersdorf (1739–1799)
- Jacques Duphly (1715–1789)

## F
- John Field (1782–1837)

## G
- Baldassare Galuppi (1706–1785)
- Christoph Willibald Gluck (1714–1787)
- André Grétry (1741–1813)

## H
- Joseph Haydn (1732–1809)
- Michael Haydn (1737–1806)
- Pieter Hellendaal (1721–1799)
- Johann Adam Hiller (1728–1804)
- Johann Nepomuk Hummel (1778–1837)

## K
- Joseph Martin Kraus (1756–1792)

## L
- Andrea Luchesi (1741–1801)

## M
- Giovanni Battista Martini (1706–1784)
- Étienne Nicolas Méhul (1763–1817)
- Hélène de Montgeroult (1764–1836)
- Leopold Mozart (1719–1787)
- Wolfgang Amadeus Mozart (1756–1791)
- Josef Mysliveček (1737–1781)

## P
- Ferdinando Paër (1771–1839)
- Giovanni Paisiello (1740–1816)
- Giovanni Battista Pergolesi (1710–1736)
- François-André Danican Philidor (1726–1795)
- Niccolò Piccinni (1728–1800)

## R
- Antonio Rosetti (1750 k.–1792)

## S
- Antonio Salieri (1750–1825)
- Giovanni Battista Sammartini (1700 k.–1775)
- Johann Schobert (1735 k.–1767)
- Franz Schubert (1797-1828)
- John Stafford Smith (1750–1836)
- Antonio Soler (1729–1783)
- Fernando Sor (1778–1839)

## T
- Georg Michael Telemann (1748–1831)
- Luigi Tomasini (1741-1808)

## W
- Georg Christoph Wagenseil (1715–1777)